# 薩德基 (文尼察州)
48°28′33″N 28°0′10″E / 48.47583°N 28.00278°E
薩德基（羅馬化：Sadky）是烏克蘭西部文尼察州莫希利夫-波迪利斯基区莫希利夫-波迪利斯基市镇的村莊。該村始建於1932年，面積2平方公里，海拔高度155米，2001年人口340，人口密度每平方公里170人。